# Piknik

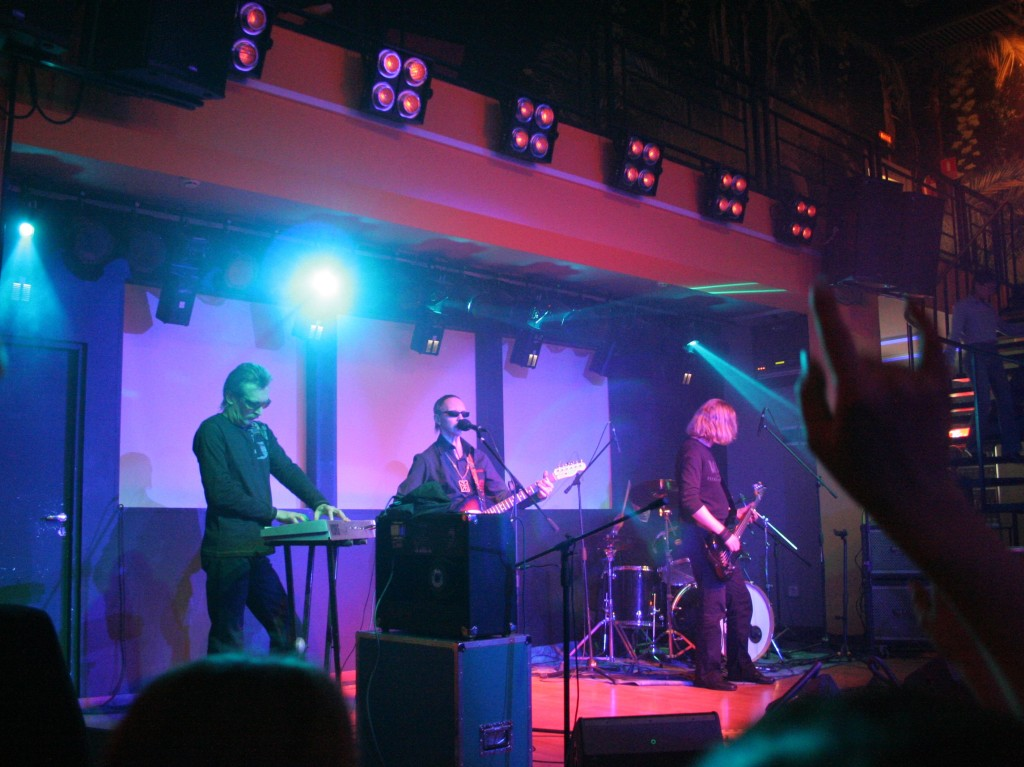
Piknik 2006 i Tomsk.

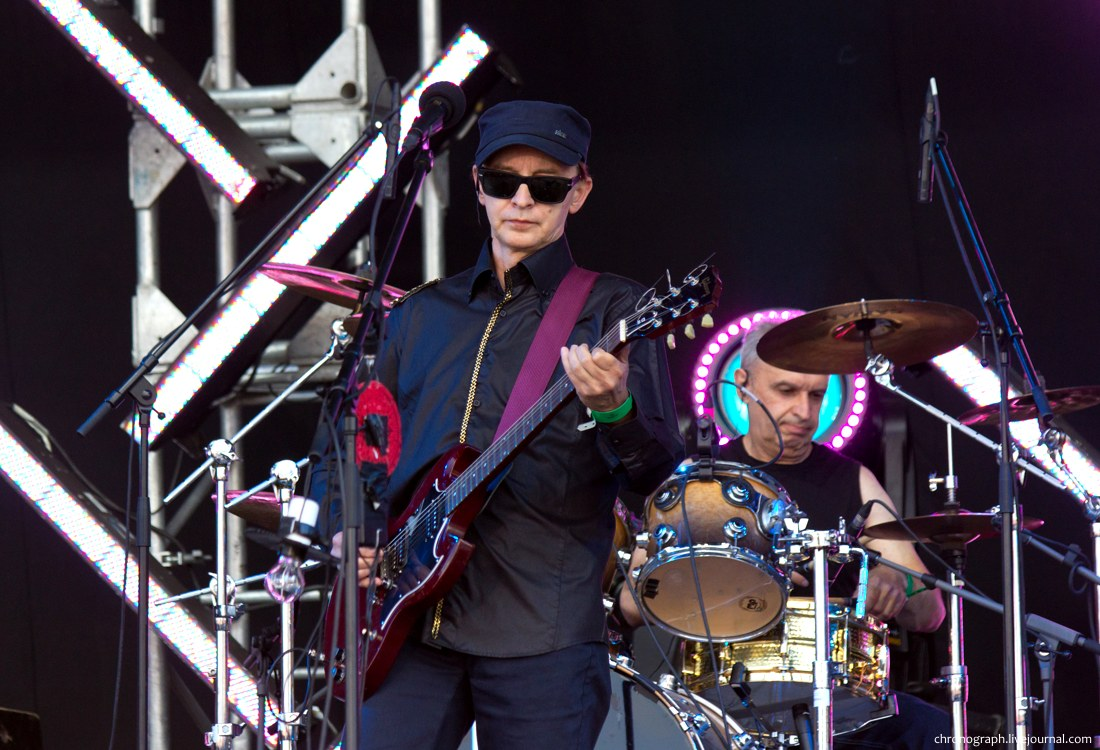
Edmund Sjkljarskij 2013.

Piknik (ryska: Пикник) är en rysk rockgrupp som bildades år 1978. Gruppen blandade jazzrock, artrock, progressiv rock och vanlig rock. Gruppen har bytt medlemmar många gånger sedan 1978 och den enda originalmedlemmen är ledaren Edmund Sjkljarskij.

## Diskografi
1. Dym (1982)
2. Tanetz Volka (1984)
3. Iyeroglif (1986)
4. Rodom Niotkuda (1988)
5. Harakiri (1991)
6. Nemnogo Ognya (1994)
7. Vampirskiye Pesni (1995)
8. Jen-Shen (1996)
9. Steklo (1997)
10. Pit' Electrichestvo (1998)
11. The Best (1998)
12. Egiptyanin (2001)
13. Fioletovo-Cherniy (2001)
14. Smutniye dni 1982-1992 (2002)
15. Nastoyashiye dni 1992-2002 (2002)
16. Chuzhoy (2002)
17. Govorit I Pokazyvayet (2003)
18. Ten' Vampira (2004 med Vadim Samoylov från Agatha Christie)
19. Korolevstvo Krivyh (2005)
20. Novoegipetskiye Pesni (2005)
21. Mrakobesiye i Jazz (2007)
22. Zhelezniye Mantri (2008)
23. Teatr Absurda (2010)
24. Pevetz Dekadansa (2012)